# Calliephialtes minutus
Calliephialtes minutus là một loài tò vò trong họ Ichneumonidae.